# Wisconsin School for the Deaf
Wisconsin School for the Deaf, dont le nom est couramment abrégé en WSD, est une école pour sourds, située à Delavan dans le Comté de Walworth, en Wisconsin, aux États-Unis. Elle a été fondée le 19 avril 1852.

## Élèves
- Alaqua Cox, actrice